# Хаді аль-Бахра
Хаді аль-Бахра (араб. هادي البحرة нар. 13 лютого 1959, Дамаск, ОАР) — член сирійського опозиційного руху, який є президентом Національної коаліції сирійських революційних і опозиційних сил. Він був обраний президентом з 9 липня 2014 року до 4 січня 2015 року. Він був переобраний 12 вересня 2023 року і є чинним президентом.

## Дитинство й освіта
Аль-Бахра народився 13 лютого 1959 року в Дамаску, столиці Сирії, отримав ступінь бакалавра промислової інженерії в Університеті Вічіта в США[джерело?].

## До сирійської революції
До сирійської революції, яка почалася в 2011 році після жорстокого придушення вуличних протестів, аль-Бахра обіймав посаду виконавчого директора загальної лікарні Ерфан і Багедо в Джидді, Саудівська Аравія, у період 1983—1989 років. У період з 1989 по 2003 рік став генеральним директором «Horizon of Commercial development Co», потім генеральним директором «Horizon International Exhibitions» на період 2003—2005 років, компанії, що працює у вільній зоні в Дамаску, Сирія, а потім — генеральним директором «Techno Media» в 2005—2011. Аль-Бахра має великий досвід у системах зв'язку, інформаційних технологіях, інтерактивних системах відображення, та організація конференцій та заходів[джерело?].

## Громадянська війна в Сирії
Аль-Бахра використовував свій досвід у сфері комунікаційних технологій для підтримки сирійської опозиції, де він сприяв створенню груп підтримки для координації спілкування між сирійськими активістами та регіональними і міжнародними ЗМІ, він працював з опозицією всередині Сирії, сприяючи ЗМІ, надаючи допомогу політичній стороні протестів. Аль-Бахра приєднався до SOC[що?] під час розширення, яке відбулося 31 травня 2013 року. Потім його було обрано генеральним секретарем політичного комітету. Коаліція обрала його головним переговірником своєї делегації на Другій Женевській конференції щодо Сирії. Аль-Бахра був обраний президентом у Стамбулі, Туреччина, 9 липня 2014 року, отримавши 62 голоси, перемігши свого найближчого суперника Муаффака Нірабію, який отримав 41 голос.